# Cambernard
Cambernard est une commune française située dans le nord du département de la Haute-Garonne, en région Occitanie. Sur le plan historique et culturel, la commune est exposée à un climat océanique altéré, elle est drainée par le ruisseau de la Saudrune, le ruisseau du Montant et par divers autres petits cours d'eau.
La commune possède un patrimoine naturel remarquable composé d'une zone naturelle d'intérêt écologique, faunistique et floristique.
Cambernard est une commune rurale qui compte 496 habitants en 2022, après avoir connu une forte hausse de la population depuis 1975. Elle fait partie de l'aire d'attraction de Toulouse. Ses habitants sont appelés les Cambernadais ou  Cambernadaises.

## Géographie

### Localisation
La commune de Cambernard se trouve dans le département de la Haute-Garonne, en région Occitanie.
Sur le plan historique et culturel, Cambernard fait partie du pays toulousain, une ceinture de plaines fertiles entrecoupées de bosquets d'arbres, aux molles collines semées de fermes en briques roses, inéluctablement grignotée par l'urbanisme des banlieues.
Elle se situe à 26 km à vol d'oiseau de Toulouse, préfecture du département, à 12 km de Muret, sous-préfecture, et à 31 km de Cazères, bureau centralisateur du canton de Cazères dont dépend la commune depuis 2015 pour les élections départementales.
La commune fait en outre partie du bassin de vie de Saint-Lys.
Les communes les plus proches sont : 
Saint-Clar-de-Rivière (3,0 km), Sainte-Foy-de-Peyrolières (3,5 km), Saint-Lys (4,4 km), Lamasquère (5,3 km), Labastidette (5,5 km), Beaufort (5,8 km), Lherm (6,0 km), Poucharramet (6,4 km).

### Communes limitrophes
Les communes limitrophes sont Lherm, Poucharramet, Saint-Clar-de-Rivière et Sainte-Foy-de-Peyrolières. 

### Géologie et relief
La superficie de la commune est de 848 hectares ; son altitude varie de 192  à   230 mètres.

### Hydrographie

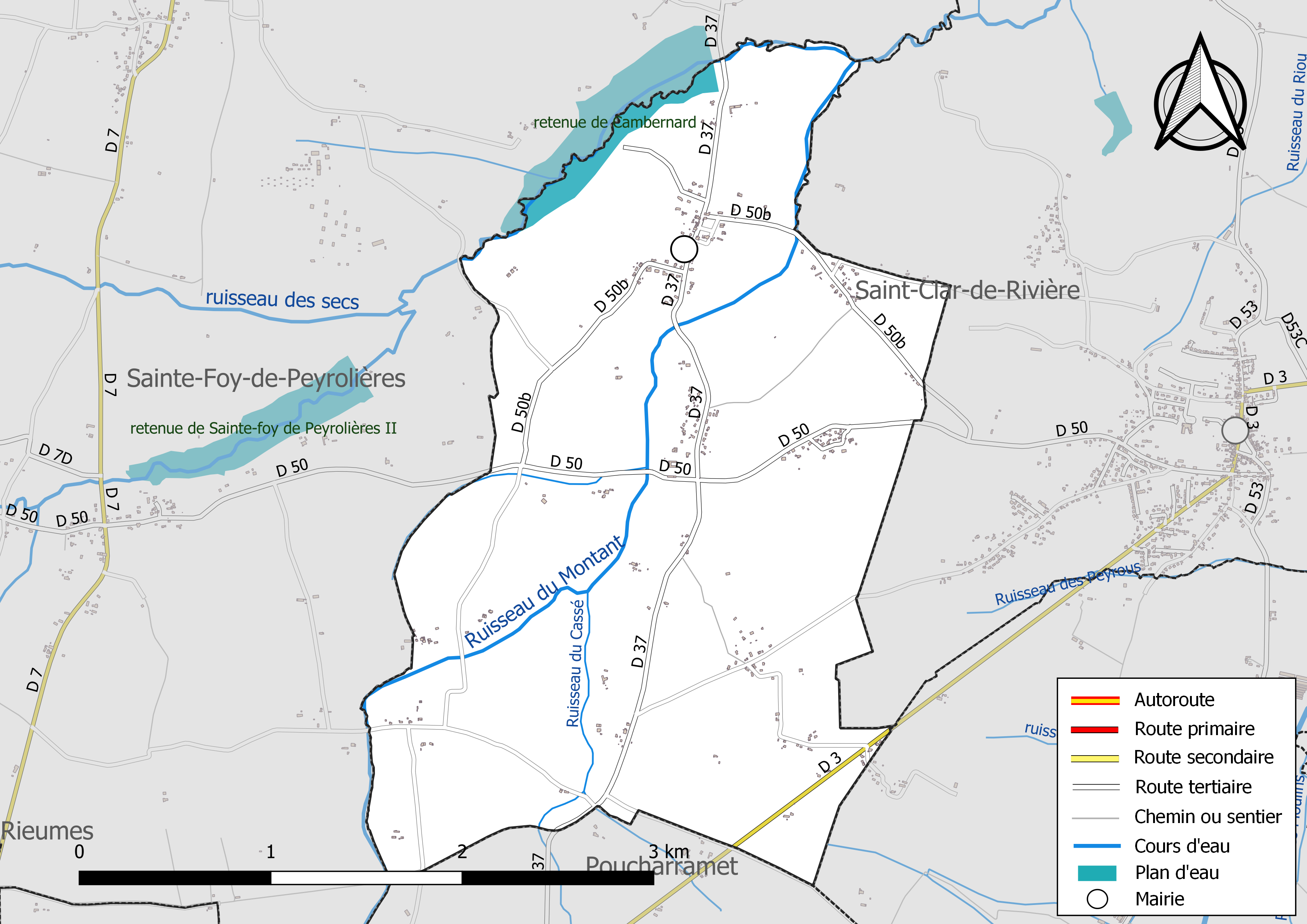
Réseaux hydrographique et routier de Cambernard.

La commune est dans le bassin de la Garonne, au sein du bassin hydrographique Adour-Garonne. Elle est drainée par le ruisseau de la Saudrune, le ruisseau du Montant, le ruisseau du Cassé et par deux petits cours d'eau, constituant un réseau hydrographique de 7 km de longueur totale,.
Le ruisseau de la Saudrune, d'une longueur totale de 18,5 km, prend sa source dans la commune de Muret et s'écoule vers le nord-est. Il longe la commune sur son flanc nord-ouest et en constitue une limite séparative. Il se jette dans la Garonne à Toulouse, après avoir traversé 7 communes.
Le ruisseau du Montant, d'une longueur totale de 10,1 km, prend sa source dans la commune de Rieumes et s'écoule vers l'ouest puis se réoriente au nord. Il traverse la commune et se jette dans le ruisseau de la Saudrune à Sainte-Foy-de-Peyrolières, après avoir traversé 5 communes.

### Climat
Pour des articles plus généraux, voir Climat de l'Occitanie et Climat de la Haute-Garonne.
En 2010, le climat de la commune est de type climat du Bassin du Sud-Ouest, selon une étude s'appuyant sur une série de données couvrant la période 1971-2000. En 2020, Météo-France publie une typologie des climats de la France métropolitaine dans laquelle la commune est exposée à un climat océanique altéré et est dans la région climatique Aquitaine, Gascogne, caractérisée par une pluviométrie abondante au printemps, modérée en automne, un faible ensoleillement au printemps, un été chaud (19,5 °C), des vents faibles, des brouillards fréquents en automne et en hiver et des orages fréquents en été (15 à 20 jours).
Pour la période 1971-2000, la température annuelle moyenne est de 12,9 °C, avec une amplitude thermique annuelle de 15,9 °C. Le cumul annuel moyen de précipitations est de 685 mm, avec 9 jours de précipitations en janvier et 5,4 jours en juillet. Pour la période 1991-2020, la température moyenne annuelle observée sur la station météorologique la plus proche, située sur la commune de Lherm à 6 km à vol d'oiseau, est de 13,6 °C et le cumul annuel moyen de précipitations est de 620,4 mm,. Pour l'avenir, les paramètres climatiques de la commune estimés pour 2050 selon différents scénarios d’émission de gaz à effet de serre sont consultables sur un site dédié publié par Météo-France en novembre 2022.

### Milieux naturels et biodiversité

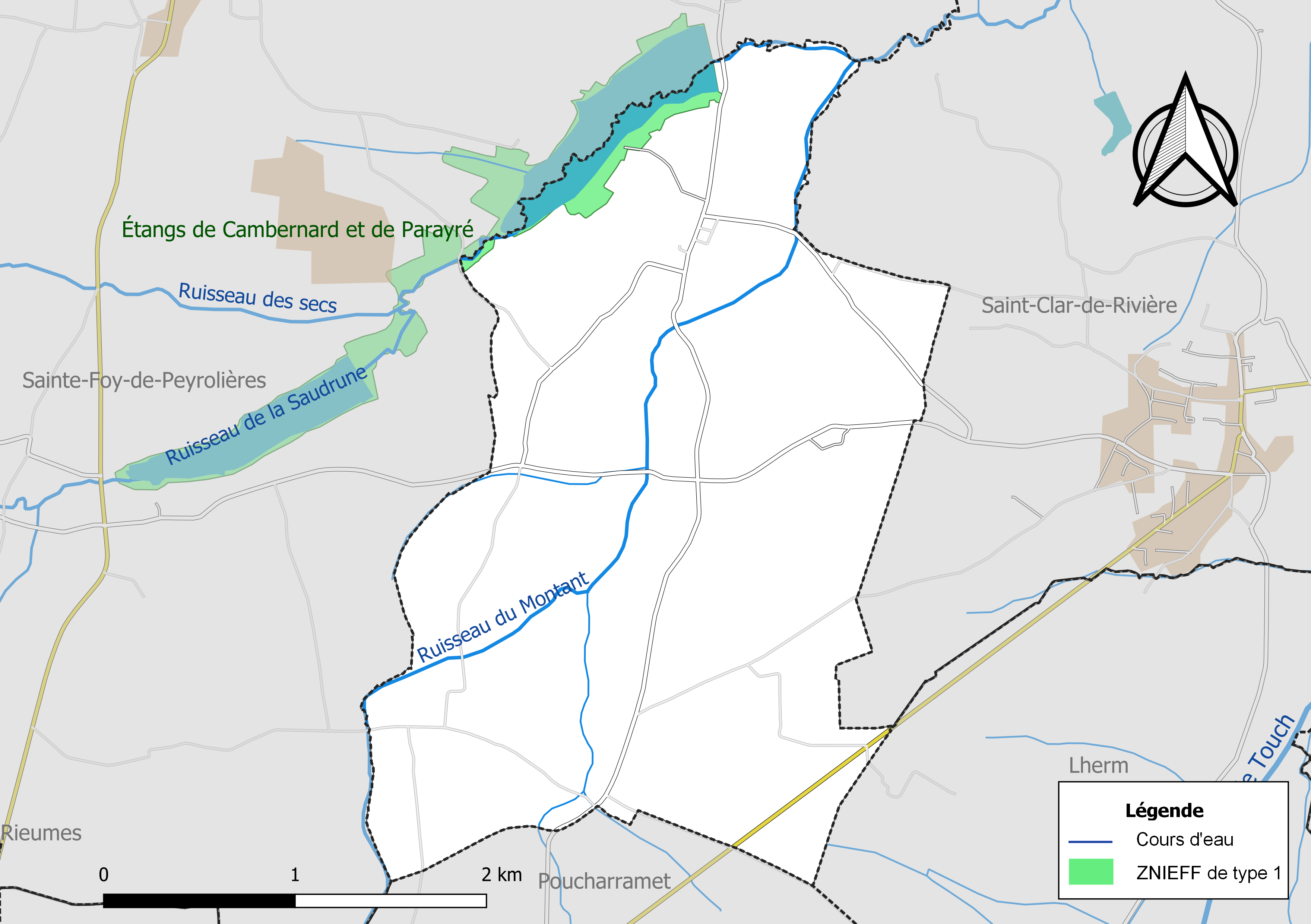
Carte de la ZNIEFF de type 1 localisée sur la commune.

L’inventaire des zones naturelles d'intérêt écologique, faunistique et floristique (ZNIEFF) a pour objectif de réaliser une couverture des zones les plus intéressantes sur le plan écologique, essentiellement dans la perspective d’améliorer la connaissance du patrimoine naturel national et de fournir aux différents décideurs un outil d’aide à la prise en compte de l’environnement dans l’aménagement du territoire.
Une ZNIEFF de type 1 est recensée sur la commune :
les « étangs de Cambernard et de Parayré » (103 ha), couvrant 2 communes du département.

## Urbanisme

### Typologie
Au 1er janvier 2024, Cambernard est catégorisée commune rurale à habitat dispersé, selon la nouvelle grille communale de densité à sept niveaux définie par l'Insee en 2022.
Elle est située hors unité urbaine. Par ailleurs la commune fait partie de l'aire d'attraction de Toulouse, dont elle est une commune de la couronne,. Cette aire, qui regroupe 527 communes, est catégorisée dans les aires de 700 000 habitants ou plus (hors Paris),.

### Occupation des sols

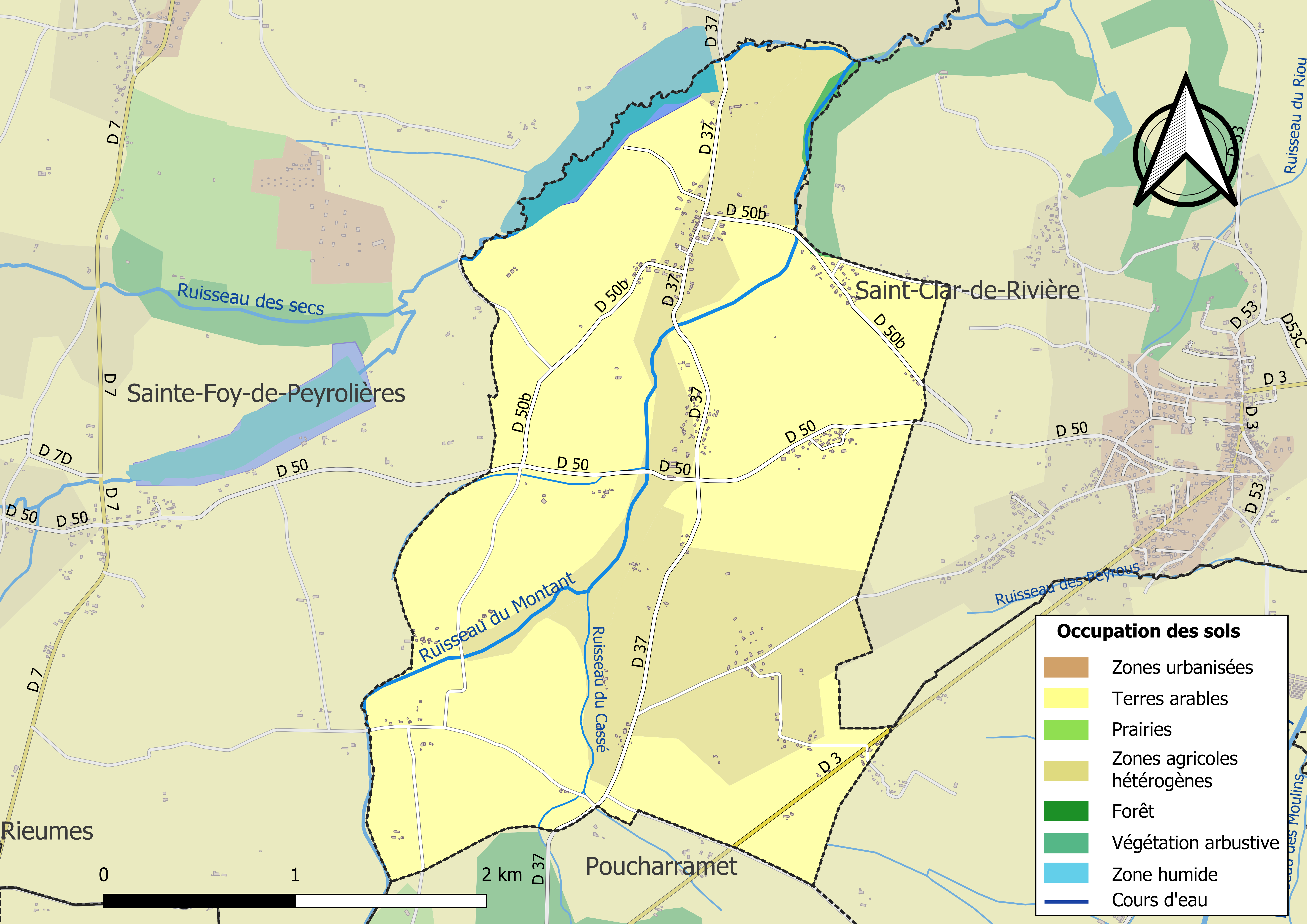
Carte des infrastructures et de l'occupation des sols de la commune en 2018 (CLC).

L'occupation des sols de la commune, telle qu'elle ressort de la base de données européenne d’occupation biophysique des sols Corine Land Cover (CLC), est marquée par l'importance des territoires agricoles (98,3 % en 2018), une proportion identique à celle de 1990 (98,3 %). La répartition détaillée en 2018 est la suivante : 
terres arables (69,1 %), zones agricoles hétérogènes (29,1 %), eaux continentales (1,5 %), forêts (0,3 %). L'évolution de l’occupation des sols de la commune et de ses infrastructures peut être observée sur les différentes représentations cartographiques du territoire : la carte de Cassini (XVIIIe siècle), la carte d'état-major (1820-1866) et les cartes ou photos aériennes de l'IGN pour la période actuelle (1950 à aujourd'hui).

### Habitat et logement
En 2018, le nombre total de logements dans la commune était de 196, alors qu'il était de 189 en 2013 et de 174 en 2008.
Parmi ces logements, 97,9 % étaient des résidences principales, 0 % des résidences secondaires et 2,1 % des logements vacants. Ces logements étaient pour 92,9 % d'entre eux des maisons individuelles et pour 6,6 % des appartements.
Le tableau ci-dessous présente la typologie des logements à Cambernard en 2018 en comparaison avec celle de la Haute-Garonne et de la France entière. Une caractéristique marquante du parc de logements est ainsi l'absence de résidences secondaires et logements occasionnels, à comparer avec la proportion départementale (4,4 %) et de celle de la France entière (9,7 %). Concernant le statut d'occupation de ces logements, 82,8 % des habitants de la commune sont propriétaires de leur logement (82,4 % en 2013), contre 52,3 % pour la Haute-Garonne et 57,5 % pour la France entière.
| Typologie                                               | Cambernard | Haute-Garonne | France entière |
| ------------------------------------------------------- | ---------- | ------------- | -------------- |
| Résidences principales (en %)                           | 97,9       | 88,3          | 82,1           |
| Résidences secondaires et logements occasionnels (en %) | 0          | 4,4           | 9,7            |
| Logements vacants (en %)                                | 2,1        | 7,3           | 8,2            |

### Voies de communication et transports
La ligne 321 du réseau Arc-en-Ciel permet de rejoindre la gare de Muret depuis le centre de la commune, desservie par la ligne D des trains urbains de Toulouse.

### Risques naturels et technologiques
Le territoire de la commune de Cambernard est vulnérable à différents aléas naturels : météorologiques (tempête, orage, neige, grand froid, canicule ou sécheresse), inondations et séisme (sismicité très faible). Un site publié par le BRGM permet d'évaluer simplement et rapidement les risques d'un bien localisé soit par son adresse soit par le numéro de sa parcelle.
Certaines parties du territoire communal sont susceptibles d’être affectées par le risque d’inondation par débordement de cours d'eau, notamment le ruisseau du Montant. La commune a été reconnue en état de catastrophe naturelle au titre des dommages causés par les inondations et coulées de boue survenues en 1982, 1999, 2004 et 2009,.

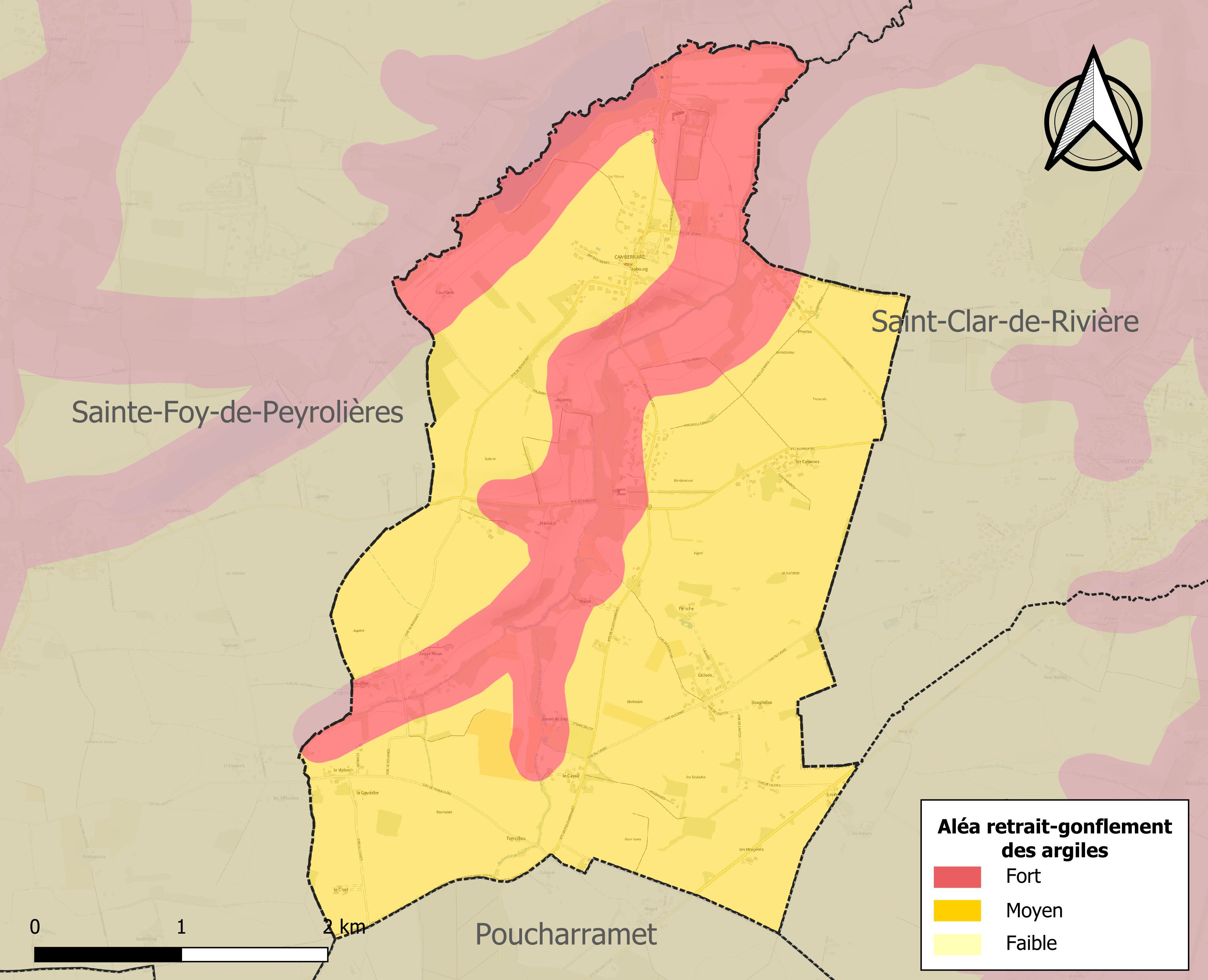
Carte des zones d'aléa retrait-gonflement des sols argileux de Cambernard.

Le retrait-gonflement des sols argileux est susceptible d'engendrer des dommages importants aux bâtiments en cas d’alternance de périodes de sécheresse et de pluie. La totalité de la commune est en aléa moyen ou fort (88,8 % au niveau départemental et 48,5 % au niveau national). Sur les 184 bâtiments dénombrés sur la commune en 2019, 184 sont en aléa moyen ou fort, soit 100 %, à comparer aux 98 % au niveau départemental et 54 % au niveau national. Une cartographie de l'exposition du territoire national au retrait gonflement des sols argileux est disponible sur le site du BRGM,.
Par ailleurs, afin de mieux appréhender le risque d’affaissement de terrain, l'inventaire national des cavités souterraines permet de localiser celles situées sur la commune.
Concernant les mouvements de terrains, la commune a été reconnue en état de catastrophe naturelle au titre des dommages causés par la sécheresse en 1997, 1999 et 2003 et par des mouvements de terrain en 1999.

## Toponymie
En 1750, la ville avait pour nom : CampBernard.
La commune est appelée Camp Bernat en occitan gascon[réf. nécessaire]

## Histoire

### Époque contemporaine
En 1942, lors de la Seconde Guerre mondiale, Jean Bastié, Jean Duffau, Jean Galindo et Jean Peres prennent l'initiative d'envoyer des colis aux soldats à la guerre, créant ainsi l'actuel foyer rural.

## Politique et administration

### Rattachements administratifs et électoraux

#### Rattachements administratifs
La commune se trouve depuis 1942 dans l'arrondissement de Muret du département de la Haute-Garonne.
Elle faisait partie depuis 1793 du canton de Saint-Lys. Dans le cadre du redécoupage cantonal de 2014 en France, cette circonscription administrative territoriale a disparu, et le canton n'est plus qu'une circonscription électorale.

#### Rattachements électoraux
Pour les élections départementales, la commune fait partie depuis 2014 du canton de Cazères
Pour l'élection des députés, elle fait partie de la sixième circonscription de la Haute-Garonne.

### Intercommunalité
Cambernard était membre de la communauté de communes du Savès, un établissement public de coopération intercommunale (EPCI) à fiscalité propre créé fin 2003 et auquel la commune avait transféré un certain nombre de ses compétences, dans les conditions déterminées par le code général des collectivités territoriales.
Dans le cadre des dispositions de la loi portant nouvelle organisation territoriale de la République du 7 août 2015, qui prévoit que les établissements publics de coopération intercommunale (EPCI) à fiscalité propre doivent avoir un minimum de 15 000 habitants, cette intercommunalité a fusionné avec ses voisines pour former, le 1er janvier 2017, la communauté de communes Cœur de Garonne, dont est désormais membre la commune.

### Administration municipale
Le nombre d'habitants de la commune étant compris entre 100 et 499, le nombre de membres du conseil municipal est de onze, y compris le maire et ses adjoints

### Liste des maires
| Période                                  | Période                        | Identité            | Étiquette  | Qualité                                                                                         |
| ---------------------------------------- | ------------------------------ | ------------------- | ---------- | ----------------------------------------------------------------------------------------------- |
| Les données manquantes sont à compléter. |                                |                     |            |                                                                                                 |
| 1790                                     |                                | M. Perez            |            | Premier maire de la commune                                                                     |
|                                          |                                |                     |            |                                                                                                 |
| 1897                                     | 1908                           | Auguste Garail      |            |                                                                                                 |
| 1908                                     | 1915                           | Pierre Darolles     |            |                                                                                                 |
| 1915                                     | 1918                           | Jean Carrère        |            |                                                                                                 |
| 1918                                     | 1919                           | Pierre Darolles     |            |                                                                                                 |
| 1919                                     | 1943                           | Louis Bastié        |            |                                                                                                 |
| 1943                                     | 1943                           | Jean Duffaut        |            |                                                                                                 |
| 1943                                     |                                | Pierre Bastié       |            |                                                                                                 |
|                                          |                                |                     |            |                                                                                                 |
| 1959                                     | 1977                           | Jean Bastié         |            |                                                                                                 |
| 1977                                     | 1995                           | Jean Pérès          |            | Officier de l'Ordre national du Mérite (France) Officier de l'ordre national du Mérite agricole |
| 1995                                     | 2008                           | Aimé Gauzence       | Affilié PS |                                                                                                 |
| 2008                                     | été 2022                       | Jean-Claude Bollati | SE         | Ouvrier retraité                                                                                |
| juillet 2022                             | En cours (au 16 décembre 2022) | Pierre Bolatti      |            | Agriculteur                                                                                     |

## Équipements et services publics

### Eau et déchets
La collecte et le traitement des déchets des ménages et des déchets assimilés ainsi que la protection et la mise en valeur de l'environnement se font dans le cadre de la Communauté de communes du Savès.
Il existe une déchèterie située sur la commune de Rieumes (déchèterie du Savès).

### Enseignement
Cambernard fait partie de l'académie de Toulouse.

## Population et société

### Démographie
L'évolution du nombre d'habitants est connue à travers les recensements de la population effectués dans la commune depuis 1793. Pour les communes de moins de 10 000 habitants, une enquête de recensement portant sur toute la population est réalisée tous les cinq ans, les populations de référence des années intermédiaires étant quant à elles estimées par interpolation ou extrapolation. Pour la commune, le premier recensement exhaustif entrant dans le cadre du nouveau dispositif a été réalisé en 2004.

En 2022, la commune comptait 496 habitants, en évolution de +6,67 % par rapport à 2016 (Haute-Garonne : +8,02 %, France hors Mayotte : +2,11 %).
| 1793 | 1800 | 1806 | 1821 | 1831 | 1836 | 1841 | 1846 | 1851 |
| ---- | ---- | ---- | ---- | ---- | ---- | ---- | ---- | ---- |
| 211  | 226  | 264  | 250  | 250  | 250  | 250  | 239  | 253  |

| 1856 | 1861 | 1866 | 1872 | 1876 | 1881 | 1886 | 1891 | 1896 |
| ---- | ---- | ---- | ---- | ---- | ---- | ---- | ---- | ---- |
| 275  | 254  | 270  | 241  | 237  | 261  | 268  | 233  | 217  |

| 1901 | 1906 | 1911 | 1921 | 1926 | 1931 | 1936 | 1946 | 1954 |
| ---- | ---- | ---- | ---- | ---- | ---- | ---- | ---- | ---- |
| 218  | 211  | 202  | 168  | 184  | 188  | 188  | 180  | 158  |

| 1962 | 1968 | 1975 | 1982 | 1990 | 1999 | 2004 | 2006 | 2009 |
| ---- | ---- | ---- | ---- | ---- | ---- | ---- | ---- | ---- |
| 145  | 145  | 176  | 248  | 308  | 340  | 400  | 428  | 430  |

| 2014 | 2019 | 2022 | - | - | - | - | - | - |
| ---- | ---- | ---- | - | - | - | - | - | - |
| 467  | 467  | 496  | - | - | - | - | - | - |

| selon la population municipale des années : | 1968 | 1975 | 1982 | 1990 | 1999 | 2006 | 2009 | 2013 |
| Rang de la commune dans le département      | 374  | 318  | 286  | 271  | 251  | 247  | 256  | 255  |
| Nombre de communes du département           | 592  | 582  | 586  | 588  | 588  | 588  | 589  | 589  |

### Manifestations culturelles et festivités
Le foyer rural de Cambernard est créé en 1942. Cette association crée alors un spectacle de variétés dans le but de récolter de l'argent et envoyer des colis aux prisonniers de guerre. Depuis, pour perpétuer la tradition, un spectacle a lieu tous les ans à la Pentecôte.
La première pièce, jouée dans la grange de la Huguerie, est Le Malade imaginaire de Molière.
En 2002, pour fêter le soixantième anniversaire de la première représentation, un grand spectacle en plein air est donné devant plus de 500 spectateurs.

### Sports et loisirs
Pétanque, chasse, randonnée pédestre.

## Économie

### Revenus
En 2018  (données Insee publiées en septembre 2021), la commune compte 186 ménages fiscaux, regroupant 463 personnes. La médiane du revenu disponible par unité de consommation est de 22 980 € (23 140 € dans le département).

### Emploi
|                | 2008  | 2013  | 2018  |
| -------------- | ----- | ----- | ----- |
| Commune        | 3,9 % | 5,8 % | 5,7 % |
| Département    | 7,7 % | 9,6 % | 9,3 % |
| France entière | 8,3 % | 10 %  | 10 %  |

En 2018, la population âgée de 15 à 64 ans s'élève à 296 personnes, parmi lesquelles on compte 78,8 % d'actifs (73,1 % ayant un emploi et 5,7 % de chômeurs) et 21,2 % d'inactifs,. Depuis 2008, le taux de chômage communal (au sens du recensement) des 15-64 ans est inférieur à celui de la France et du département.
La commune fait partie de la couronne de l'aire d'attraction de Toulouse, du fait qu'au moins 15 % des actifs travaillent dans le pôle,. Elle compte 24 emplois en 2018, contre 38 en 2013 et 26 en 2008. Le nombre d'actifs ayant un emploi résidant dans la commune est de 219, soit un indicateur de concentration d'emploi de 11 % et un taux d'activité parmi les 15 ans ou plus de 60,8 %.
Sur ces 219 actifs de 15 ans ou plus ayant un emploi, 17 travaillent dans la commune, soit 8 % des habitants. Pour se rendre au travail, 93,2 % des habitants utilisent un véhicule personnel ou de fonction à quatre roues, 2,3 % les transports en commun, 0,5 % s'y rendent en deux-roues, à vélo ou à pied et 4,1 % n'ont pas besoin de transport (travail au domicile).

### Activités hors agriculture
34 établissements sont implantés  à Cambernard au 31 décembre 2019. Le tableau ci-dessous en détaille le nombre par secteur d'activité et compare les ratios avec ceux du département,.
| Secteur d'activité                                                                                        | Commune | Commune | Département |
| Secteur d'activité                                                                                        | Nombre  | %       | %           |
| --- | ------- | ------- | ----------- |
| Ensemble                                                                                                  | 34      |         |             |
| Industrie manufacturière, industries extractives et autres                                                | 3       | 8,8 %   | (5,7 %)     |
| Construction                                                                                              | 6       | 17,6 %  | (12 %)      |
| Commerce de gros et de détail, transports, hébergement et restauration                                    | 7       | 20,6 %  | (25,9 %)    |
| Information et communication                                                                              | 2       | 5,9 %   | (4,1 %)     |
| Activités immobilières                                                                                    | 1       | 2,9 %   | (4,2 %)     |
| Activités spécialisées, scientifiques et techniques et activités de services administratifs et de soutien | 8       | 23,5 %  | (19,8 %)    |
| Administration publique, enseignement, santé humaine et action sociale                                    | 4       | 11,8 %  | (16,6 %)    |
| Autres activités de services                                                                              | 3       | 8,8 %   | (7,9 %)     |

Le secteur des activités spécialisées, scientifiques et techniques et des activités de services administratifs et de soutien est prépondérant sur la commune puisqu'il représente 23,5 % du nombre total d'établissements de la commune (8 sur les 34 entreprises implantées  à Cambernard), contre 19,8 % au niveau départemental.

### Agriculture
La commune est dans les « Coteaux du Gers », une petite région agricole occupant une partie nord-ouest du département de la Haute-Garonne, caractérisée par une succession de coteaux peu accidentés, les surfaces cultivées étant entièrement dévolues aux grandes cultures. En 2020, l'orientation technico-économique de l'agriculture  sur la commune est la culture de céréales et/ou d'oléoprotéagineuses.
|               | 1988 | 2000 | 2010 | 2020 |
| ------------- | ---- | ---- | ---- | ---- |
| Exploitations | 22   | 16   | 13   | 12   |
| SAU (ha)      | 688  | 637  | 463  | 489  |

Le nombre d'exploitations agricoles en activité et ayant leur siège dans la commune est passé de 22 lors du recensement agricole de 1988  à 16 en 2000 puis à 13 en 2010 et enfin à 12 en 2020, soit une baisse de 45 % en 32 ans. Le même mouvement est observé à l'échelle du département qui a perdu pendant cette période 57 % de ses exploitations,. La surface agricole utilisée sur la commune a également diminué, passant de 688 ha en 1988 à 489 ha en 2020. Parallèlement la surface agricole utilisée moyenne par exploitation a augmenté, passant de 31 à 41 ha.

## Culture locale et patrimoine

### Lieux et monuments
- Châteaux de Pères et d'Huguerie.
- Église de l'Assomption du XVIIe et du XVIIIe siècle. Elle renferme une cloche de 1692.
- Monument aux morts.

### Héraldique
| Blason de Cambernard | Blason  | D'or à une tour crénelée de cinq pièces de gueules ajourée de sable, accompagnée en chef de deux écussons aussi de gueules, à dextre à quatre otelles d’argent posées en sautoir, à senestre à la croix de Malte. |
| Blason de Cambernard | Détails | Le statut officiel du blason reste à déterminer. |

## Pour approfondir